# Readyboost
ReadyBoost introducerades med Windows Vista och är en cache-teknik som förbättrar läsprestanda genom att cacha frekvent använd data till ett externt minne. Readyboost använder sig av flashminne eller USB 2.0-minne. Det minsta flashminnet man kan använda sig av är 256MB, och max är 256GB (med Windows 7).

## Kompatibilitet
- Vista Beta 2: Support för ett få antal SD och CF kort på interna USB2/PCIe bussar.
- RC1: Ännu mer support för korttyper.